# Marthall
Marthall is een civil parish in het bestuurlijke gebied Cheshire East, in het Engelse graafschap Cheshire.